# Naufrage du Taïping
Le naufrage du Taïping s'est déroulé le 27 janvier 1949, quand le navire Taïping est entré en collision avec un autre bateau pendant un trajet entre Shanghai et Keelung en Chine,, entraînant la mort d'environ 1 000 personnes.

## Le naufrage
Le Taïping (chinois traditionnel : 太平輪 ; chinois simplifié : 太平轮) était un bateau à vapeur, emportant 2.093 tonnes de frets et plus de mille passagers et membres d'équipage, en grande partie des réfugiés fuyant l’avancée communiste en Chine continentale et cherchant refuge sur l’île de Taiwan. Le bateau avait été conçu pour pouvoir transporter au maximum 580 personnes. 
Lors de son ultime traversée, le navire avait éteint son feu de position car voyageant pendant un couvre-feu. Au large des Îles de Zhoushan, le Taïping est entré en collision avec un petit navire de charge, le Chien-Yuen (chinois traditionnel : 建元輪 ; chinois simplifié : 建元轮), qui transportait environ 2.700 tonnes de charbon et de bois. Les deux bateaux ont sombré, entraînant la noyade d'au moins 932 personnes à bord du Taïping, et de 72 à bord du Chien-Yuen.

## Commémoration
Un mémorial de l'accident a été édifié dans le port de Keelung, République de Chine. 

## Dans la culture populaire
The Crossing (2014) est un film de John Woo sur le naufrage.